# Sāoli
Sāoli är en ort i Indien.   Den ligger i delstaten Maharashtra, i den centrala delen av landet, 1 000 km söder om huvudstaden New Delhi. Sāoli ligger 203 meter över havet och antalet invånare är 19 475.
Terrängen runt Sāoli är platt, och sluttar söderut. Runt Sāoli är det ganska tätbefolkat, med 207 invånare per kvadratkilometer. Närmaste större samhälle är Mūl, 11,2 km väster om Sāoli. Trakten runt Sāoli består till största delen av jordbruksmark.